# Сократ Хрест
Сократ Хрест (грец. Σωκράτης ό Χρηστός, д/н — 88 до н. е.) — цар Віфінії у 90 до н. е.—88 до н. е.. Відомий як Нікомед V.

## Життєпис
Був молодшим сином Нікомеда III, царя Віфінії, та наложниці Хагне з Кизіку. За життя батька його разом з матір'ю було відправлено до Кизіку з кшотами у 500 талантів.
Після смерті батька близько 94 року до н. е. вступив у конфлікт з братом-царем Нікомедом IV та його дружиною Нисою Каппадокійською. Сократ був змушений тікати до Мітрідата VI, царя Понту, у якого він знайшов привітний прийом і навіть отримав прізвисько «Хрест» — «Добрий».
Втім Сократ Хрест не отримав спочатку підтримки від Понту, потім перебрався до Кизіку, звідки втік до Евбеї. Спроба дістати підтримку від Риму також виявилася невдалою. У 90 році до н. е. перебрався до Понту, де зрештою дістав військову допомогу понтійського царя. Сократ практично без особливого спротиву захопив Віфінію, оголосивши себе царем Нікомедом V.
Сократ відійшов від основного принципу в монетній справі віфінських царів — поміщати на монетах зображення Нікомеда II Епіфана: на тетрадрахмах Сократа присутній його власний портрет. У 89/88 роках до н. е. під тиском римлян Мітрідат VI відмовився від підтримки Сократа, якого зрештою наказав убити. Напевне, це відбулося в Понті.